# Schrafstetten
Schrafstetten ist ein Ortsteil der Gemeinde Taufkirchen Vils im oberbayerischen Landkreis Erding.

## Lage
Der Weiler liegt am äußeren Gemeinderand südlich von Unterhofkirchen und etwas nördlich der Staatsstraße 2084. 

## Geschichte
Im Zweiten Weltkrieg spielte sich dort ein Gefecht zwischen SS-Truppen und den Amerikanern ab.
Schrafstetten gehörte zur Gemeinde Hofkirchen (Taufkirchen) und wurde mit dieser am 1. Januar 1972 nach Taufkirchen eingegliedert.